# Kathedraal van Gloucester
De kathedraal van Gloucester (Cathedral Church of St Peter and the Holy and Indivisible Trinity) is de anglicaanse bisschopskerk van de Engelse stad Gloucester. Hij staat in het noorden van de stad, vlak bij de rivier de Severn. Hij ontstond in 679 met de stichting van een abdij gewijd aan Petrus. Deze abdij werd later ontbonden door koning Hendrik VIII, en de abdijkerk een kathedraal wordt op bevel van de koning.
In de kathedraal bevinden zich grafmonumenten van Robert Curthose en koning Eduard II van Engeland.
Aangebouwd tegen het decanaat is de Normandische priorkapel. In St Mary's Square buiten de abdijpoort werd in 1555 tijdens het bewind van koningin Maria I de bisschop van Gloucester, John Hooper, gemarteld.
De kathedraal, gebouwd als abdijkerk, bestaat uit een Normandische kern, met gotische toevoegingen. Hij is 130 m lang en 44 m breed en heeft een 15e-eeuwse vieringtoren van 69 m hoog met vier delicate pinakels, die een bekend oriëntatiepunt vormt. Het schip is massief Normandisch met een vroeg-Engels dak. De crypte onder het koor, de zijbeuken en de kapellen zijn Normandisch, evenals de kapittelzaal.

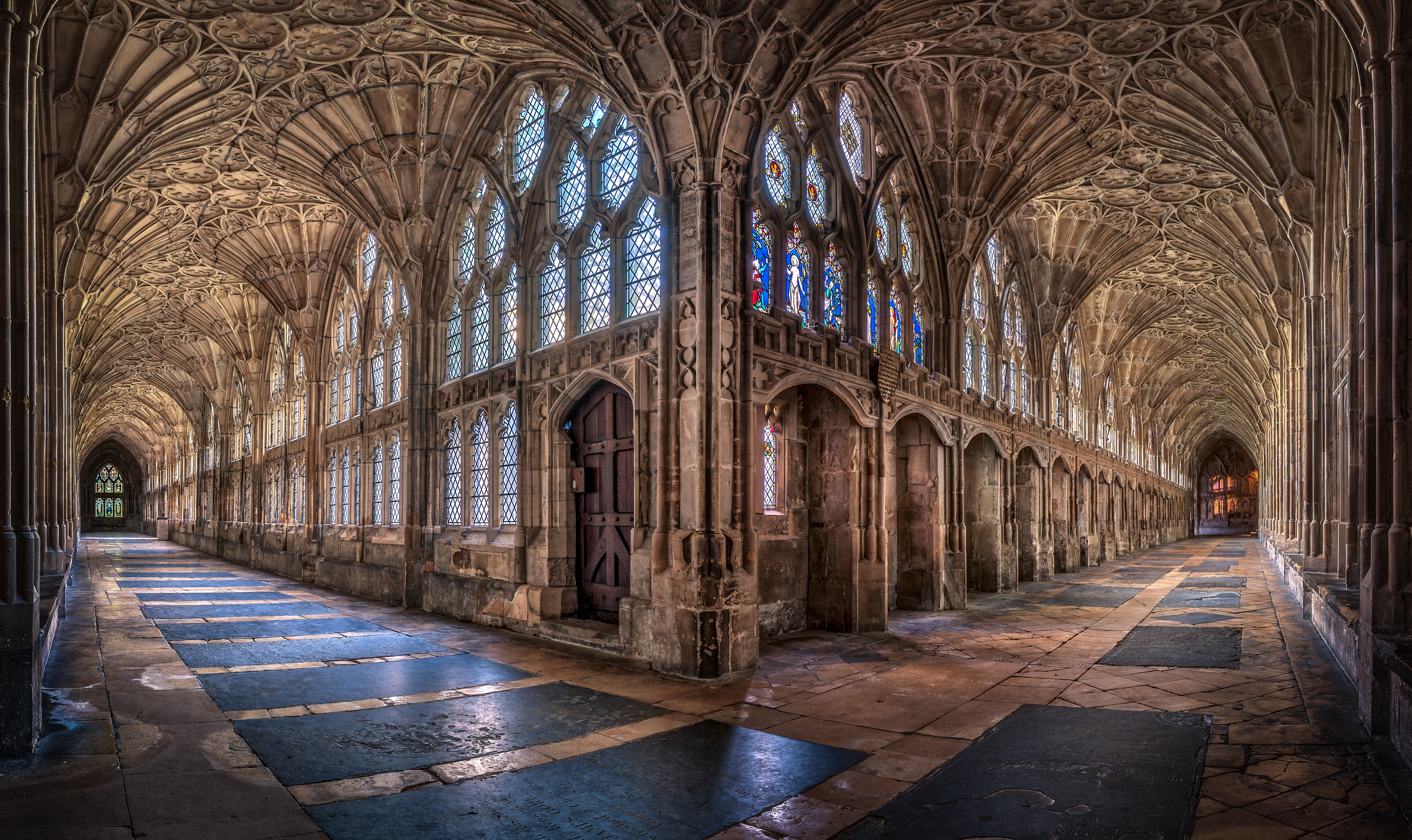
De kloostergang van de kathedraal

De kathedraal, en vooral de kloostergangen, werden gebruikt voor scènes in de films Harry Potter en de Steen der Wijzen, Harry Potter en de Geheime Kamer en Harry Potter en de Halfbloed Prins.
John Sanders (1933 - 2003) was er van 1967 tot 1994 organist.